# 長崎総合科学大学附属高等学校
長崎総合科学大学附属高等学校（ながさきそうごうかがくだいがくふぞくこうとうがっこう）は、長崎県長崎市宿町にある私立高等学校。長崎総合科学大学の附属学校である。
略称は「総附」（そうふ）または「総科大附属」（そうかだいふぞく）。「長総大附属」（ちょうそうだいふぞく）と略される事もある。
「附属」を「付属」と表記されることがあるが、正確には附属と書く（「附属」と「付属」の違い 参照）。

## 概要
長崎総合科学大学附属高校は、長崎総合科学大学の附属高校としての強みを活かし、大学教授陣の協力を得ながら、生徒諸君の興味・関心を引き出し、それらに関わる課題発見及び解決の力を育てることを教育目標にしている。
教育理念は、
- 自主自立の精神
- 責任と連帯、友情と団結
- 自主的創造的学習

を掲げている。
高校では、エンジニアコース、スポーツマネジメントコース、文理ハイブリッドコース、地域ビジネスコースの4コースを用意している。
長崎総合科学大学への特別推薦制度がある。

## 沿革
- 1949年（昭和24年） - 長崎造船高等学校として認可。
- 1962年（昭和37年） - 長崎造船短期大学附属高等学校と改称する。
- 1965年（昭和40年） - 長崎造船大学附属高等学校と改称する。
- 1978年（昭和53年） - 長崎総合科学大学附属高等学校と改称する。

## 主な学校行事
1学期
入学式、フレンドリーセミナー、歓迎遠足、高総体、スポーツ大会
2学期
体育祭、文化祭、スポーツ大会
3学期
総合学習発表会、修学旅行、卒業式、弁論大会

## 部活動
- ヨット部は全国優勝2回の成績を挙げている。
- サッカー部・ヨット部・野球部を強化指定クラブとしている。
- サッカー部においては長崎総合科学大学の教授でもある小嶺忠敏が指導を行っていた。

## 学校長
- 松本浩

## 交通アクセス
長崎方面より
- JR九州長崎駅より車で約30分。
- 長崎県営バス網場・春日車庫行で「日見公園前」バス停下車、徒歩約3分。
- 長崎バス「日見公園前」バス停下車、徒歩約3分。

諫早方面より
- JR九州諫早駅より車で約40分。
- 県営バス長崎駅行で「網場道」バス停下車、徒歩約5分。

## 著名な卒業生
- 金子昇（俳優）
- 小高山善廣（お笑い芸人）
- 吉岡雅和（プロサッカー選手）
- 安藤瑞季（プロサッカー選手）
- 鈴木冬一（プロサッカー選手）
- 安藤翼（プロサッカー選手）
- 薬真寺孝弥（サッカー選手）
- 知念哲矢（プロサッカー選手）
- 荒木駿太（プロサッカー選手）
- 田中純平（プロサッカー選手）
- 宇高魁人（プロサッカー選手）
- 日野友貴（プロサッカー選手）